# Плавт летний
Плавт летний, или афелохирус (лат. Aphelocheirus aestivalis) — вид водных клопов из семейства Aphelocheiridae. Единственный водный клоп, в течение всей жизни обитающий под поверхностью воды. Встречается в реках на плотном песчано-гравийном, реже глинистом грунте. В России встречается в европейской части. Тело овальное, уплощенное, длиной 8—10 мм. Встречаются две формы — с длинными надкрыльями (очень редкая) и с короткими (обычная).

## Локомоция
Ноги с трехчлениковой лапкой, передние служат для удержания добычи, задние — плавательные, их голени и лапки вооружены плавательными волосками. Сидит, уцепившись за водные растения, быстро плавает у дна или бегает по дну, не поднимаясь к поверхности.

## Дыхание
У личинок трахейная система замкнутая, дыхание происходит через тонкие покровы. У взрослых есть открытые грудные и брюшные дыхальца сложного строения. Брюшко покрыто слоем воздуха, под надкрыльями также есть воздухоносная камера. Поглощение кислорода происходит за счет газообмена между богатой кислородом водой и воздушным пузырем, окружающим тело насекомого (так называемой «воздушной жабры»).

## Питание
Хоботок длинный и тонкий, достигает заднегруди. Питается плавт личинками водных насекомых и ракообразными (например, водяными осликами).

## Размножение и развитие
Самки откладывают яйца в мае-июне, плотно приклеивая их к подводным растениям. Выходящие из яиц личинки первой стадии имеют длину тела около 2 мм и быстро закапываются в грунт, копая его головой и отбрасывая средними конечностями; иногда прячутся в пустые домики ручейников. На зимовку уходят личинки второй стадии, за следующее лето личинка проделывает ещё три линьки и уходит на вторую зимовку на пятой, последней стадии. Перелиняв на имаго на третий год жизни, клопы спариваются, откладывают яйца и вскоре умирают.